# Pryskyřice

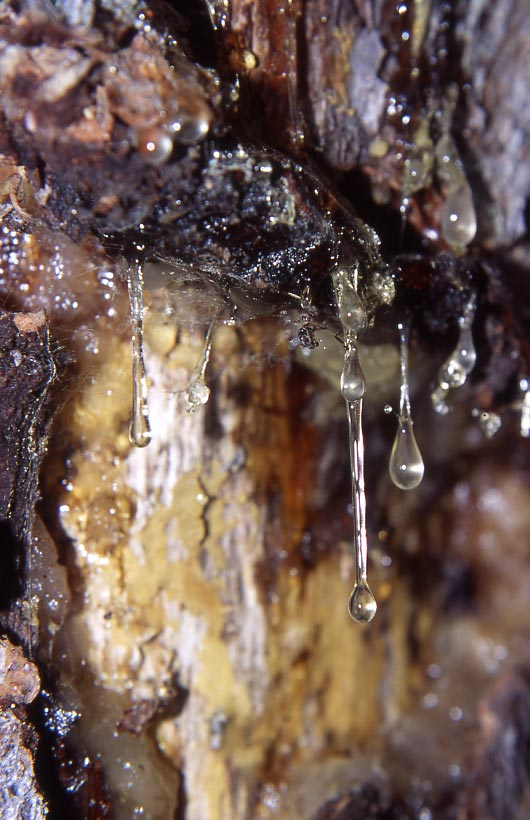
Pryskyřice vytékající z borovice

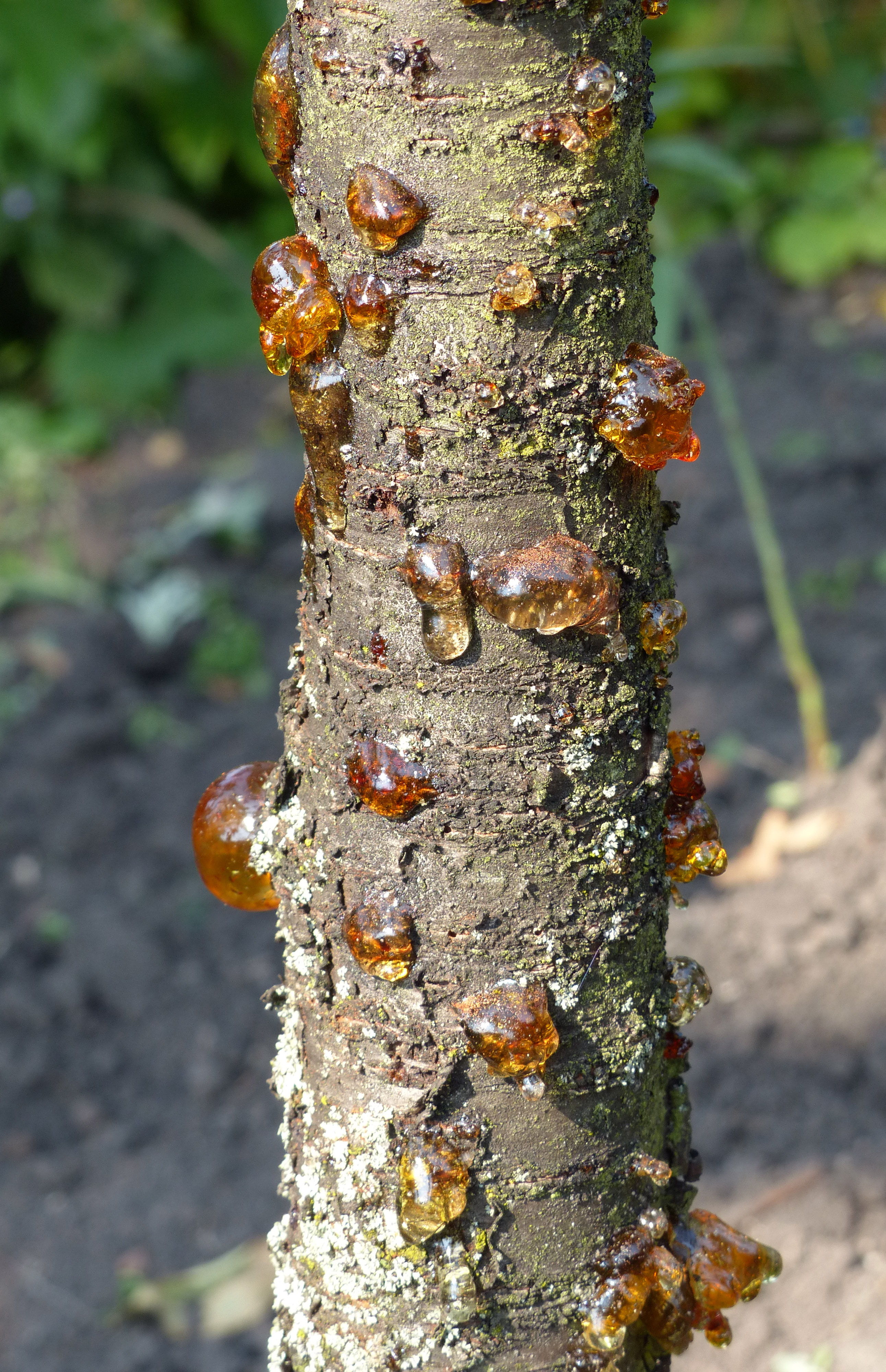
Pryskyřice vytékající z kmene višně

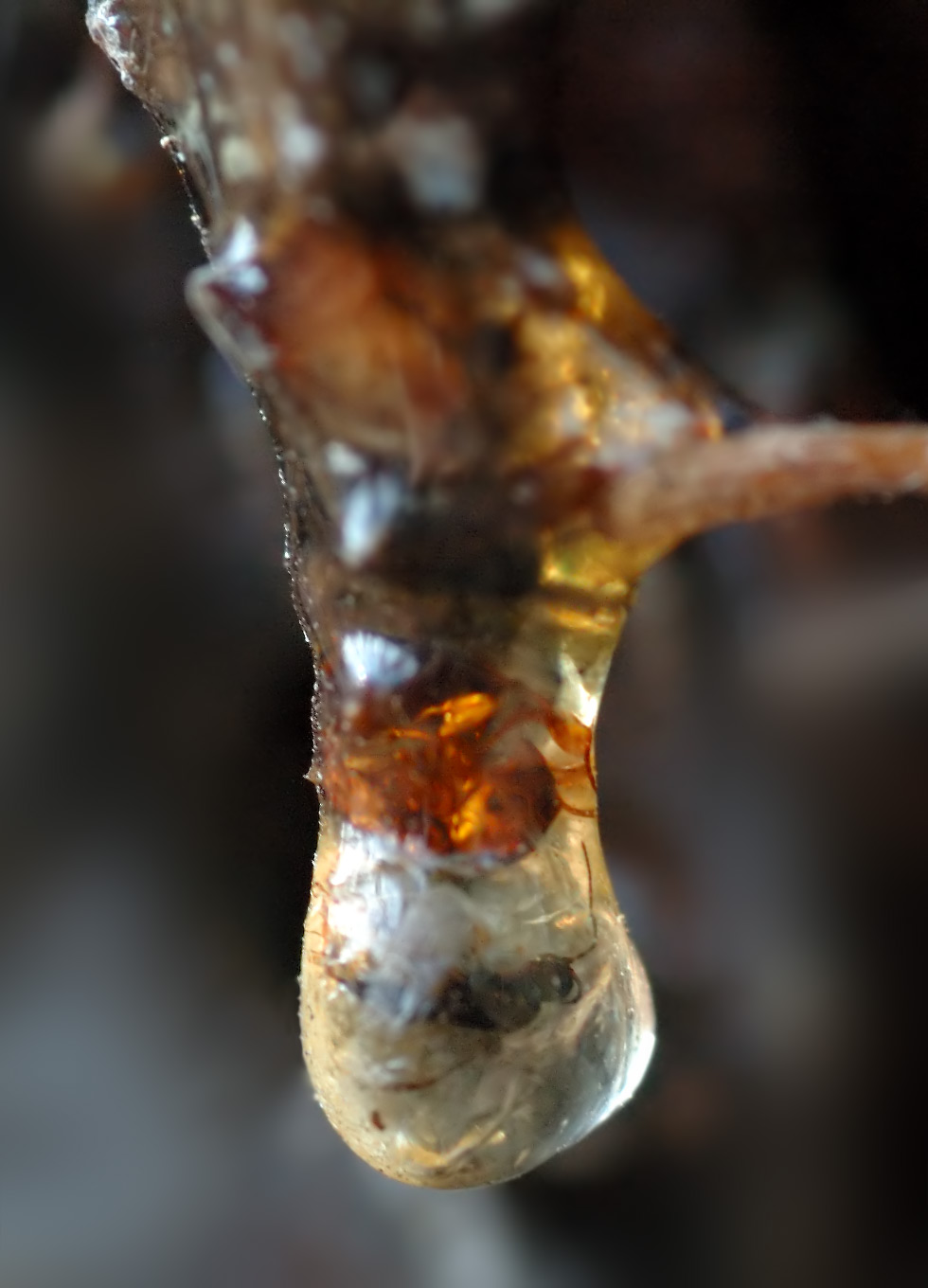
Hmyz zalitý v kapce pryskyřice

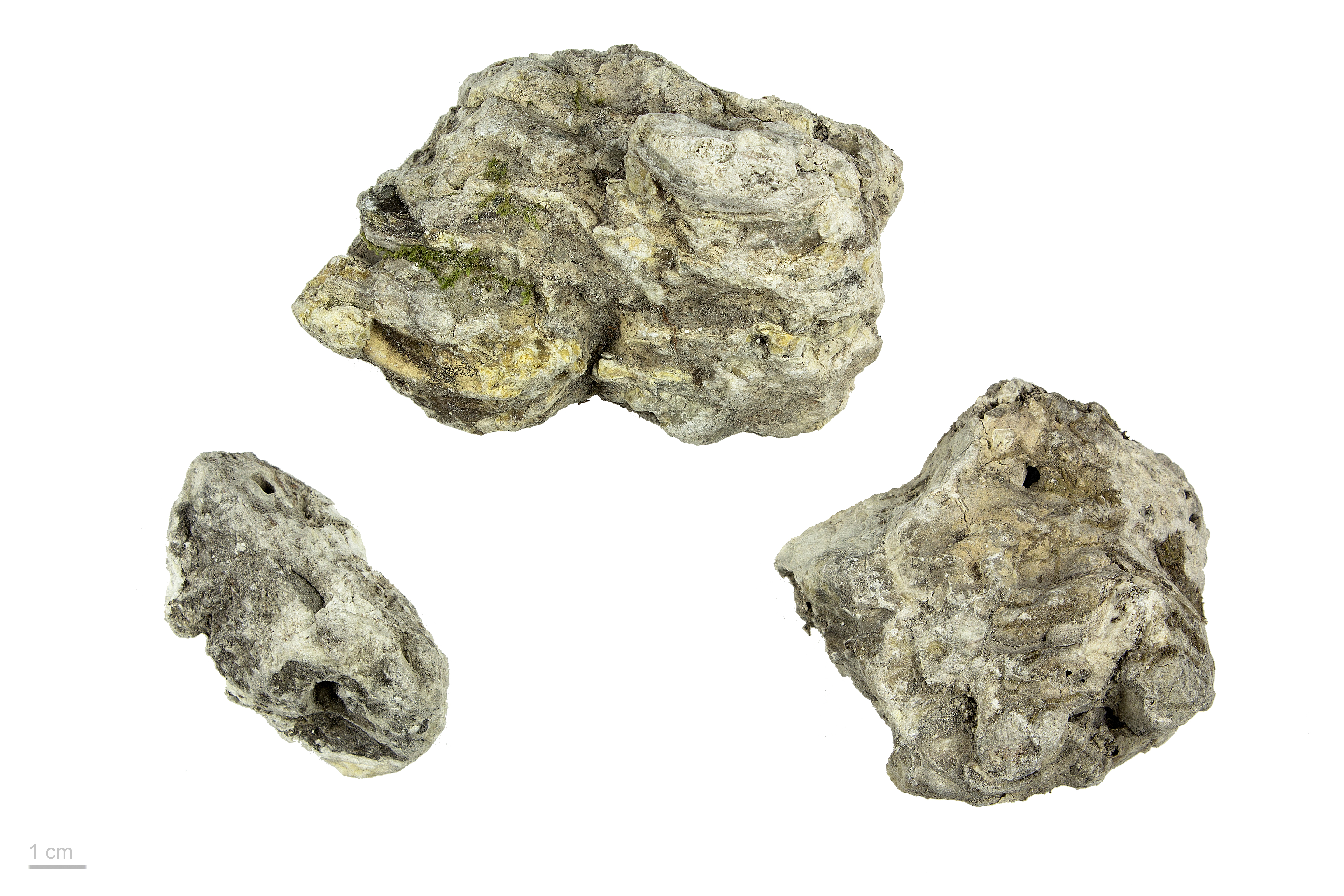
Protium Sp.

Pryskyřice (lidově smůla, smola) je výměšek, který produkuje řada rostlin, zejména jehličnatých stromů a obsahující zejména uhlovodíky. Používá se např. pro výrobu laků, lepidel nebo kadidla a parfémů. Zkamenělá pryskyřice se označuje jako jantar. Jako pryskyřice se také označují syntetické výrobky podobných vlastností.
Pryskyřici obsahují i jehlice stromů; některé druhy ji dokonce přímo z jehlic vylučují (borovice osinatá). Kromě výše zmíněných přírodních pryskyřic existuje také celá řada pryskyřic syntetických.

## Biologický význam
Pryskyřice teče ve dřevní hmotě pryskyřičnými kanálky a přirozeně chrání stromy při poranění kůry či dřeva a také proti parazitickému hmyzu, například kůrovci. Vnikne-li hmyz pod kůru, začne v poškozeném místě téci míza, pryskyřice hmyz přilepí a zalepí jeho dýchací otvory. Zdravé stromy jsou tak schopny bránit se napadení kůrovcem. Naopak stromy oslabené nebo nemocné produkují pryskyřice málo a kůrovcům podléhají.

## Vlastnosti
Relativní permitivita εr je 2,5.

## Chemické složení
Pryskyřice vylučovaná stromy je kapalina s velkou viskozitou tvořená těkavými látkami, převážně terpeny, v  nichž jsou rozpuštěny netěkavé složky, díky kterým je pryskyřice lepivá. U některých druhů je terpenů velmi málo a rozpouštědlem je převážně n-heptan (borovice Jeffreyova). Díky vysoké čistotě heptanu získaného z borovic destilací je možno použít jej pro definování nulového bodu stupnice oktanových čísel benzínu. Příbuzná borovice těžká, jež se borovici Jeffreyově velmi podobá, však obsahuje terpeny. V některých provozech destilujících pryskyřici v Kalifornii došlo v minulosti k explozím v důsledku záměny obou druhů které byly mylně považovány za jediný druh. K rozřazení druhů došlo teprve roku 1853.
Jsou-li příměsí rostlinné gumy, jde o tzv. klejopryskyřice. Příkladem těchto klejopryskyřic je myrha produkovaná myrhovníkem Comiphora myrhae nebo kadidlo z kadidlovníků (Boswellia).

## Použití
Díky své vysoké hořlavosti se pryskyřice dříve používala pro výrobu pochodní.
Tvrdé pryskyřice jako např. kopál se dnes používají pro výrobu laků a lepidel. Naproti tomu měkčí pryskyřice obsahující esenciální oleje se využívají při výrobě léčiv a kadidla.
Slouží také k napouštění dielektrik, čímž dochází ke zlepšení jejich mechanických a elektrických vlastností při využití např. v kondenzátorech, v izolacích vodičů apod.
Zahřátím čerstvé pryskyřice vzniká kalafuna, jež se používá pro ošetření smyčců smyčcových nástrojů a při pájení.
Zkamenělá pryskyřice pravěkých stromů má podobu kopálu (subfosilní) nebo jantaru (fosilní). Jantar je využíván zejména ve šperkařství, ale má význam i v paleontologii a jiných vědních oborech.

## Syntetické pryskyřice
Obdobně jako u přírodního a syntetického kaučuku existuje celá řada druhů syntetických pryskyřic:
- Fenolické pryskyřice – více pod heslem Bakelit

- Aminoplasty – jmenovitě močovinové a melaminové pryskyřice
- Epoxidové pryskyřice
- Polyesterové pryskyřice
- Silikonové pryskyřice

Syntetické pryskyřice nacházejí celou řadu uplatnění od nátěrových hmot přes lepidla po pojiva kompozitních materiálů.